# Key
Key — японская компания, специализирующаяся на выпуске компьютерных игр в жанре визуального романа, а также манги и аниме по собственным произведениям. Основана 21 июля 1998 года в г. Осака, Япония. Полное наименование — Visual Art’s/Key. Штаб-квартира компании расположена в городе Осака.

## История
Key дебютировала в июне 1999 года, выпустив визуальный роман «Kanon», в котором были реализованы прорисовка персонажей в стиле «аниме», детально проработанная сюжетная линия и музыкальное сопровождение, которые вкупе создавали необходимую для игры атмосферу. В сентябре 2000 года вышла вторая игра компании — «Air», которая отличалась ещё более сложным сюжетом, а также улучшенным геймплеем. Обе игры изначально выпускались для аудитории +18, но в апреле 2004 года компания ломает эту традицию, выпуская игру «Clannad», предназначенную для всех возрастов.
Key с 1999 года является активным участником ярмарки аниме и манга-продукции «Комикет», дебютировав на ней игрой «Kanon».
В 2001 году компания Visual Art’s/Key создаёт свой собственный звукозаписывающий лейбл «Key Sounds Label» для издания музыкальных альбомов и синглов по собственным произведениям, а в декабре 2007 года запускает собственное интернет-радио «Key Net Radio».

## Собственники и сотрудники
- Дзюн Маэда — соучредитель и руководитель компании. Автор идей, сценариев и музыки к большинству игр компании, а также ко всем анимационным фильмам, снятым по заказу «Key».
- Итару Хиноэ — соучредитель компании, главный художник и арт-директор первых трех проектов — Kanon, Air и Clannad.
- Синдзи Орито — соучредитель и ведущий композитор Key, автор музыки ко всем заставкам и титрам для игр компании.
- Na-Ga — ведущий художник, работал над фонами во всех проектах Key, в «Little Busters!» был арт-директором совместно с Итару Хиноэ, а в «Angel Beats!» занимался разработкой всех персонажей и графики.
- Юто Тонакава — сценарист. Первой его работой стала игра «Little Busters!».
- Юити Симидзу — композитор. Дебютировал в компании, работая над музыкальным оформлением игры «Kud Wafter».

## Key в анимации
В 2002 году студия «Toei Animation» выпускает анимационный сериал «Kanon», снятый по одноименной игре Key. Сериал нельзя назвать успешным из-за скомканного сюжета и устаревшей графики, и с этого момента «Key» берёт производство анимационных фильмов под свой контроль. Партнёром для производства фильмов становится анимационная студия «Kyoto Animation», а разработкой сценария и персонажей занимаются сотрудники Key.
В 2004 году выходит анимационный сериал «Air», в 2006 году повторно запускается анимационный проект «Kanon», а в 2007—2009 годах создается сериал «Clannad». Все три фильма имеют большой успех. В 2010 году компания «Key» на базе студии «P.A. Works» выпускает свой новый аниме-сериал, в основу которого впервые сразу лег отдельный сценарий, а не сюжет для компьютерной игры — «Angel Beats!».

## Игры, созданные Key
- Kanon
- Air
- Clannad
- Planetarian: Chiisana Hoshi no Yume
- Tomoyo After: It's a Wonderful Life
- Little Busters!
- Angel Beats!
- Rewrite
- Kud Wafter
- Harmonia
- Summer Pockets
- Stella of the end[англ.]